# Северная рыба-мичман
Северная рыба-мичман (лат. Porichthys notatus) — вид морских лучепёрых рыб из семейства батраховых (Batrachoididae). Распространены в восточной части Тихого океана. Максимальная длина тела 38 см. Придонные хищные рыбы.

## Описание
Тело удлинённое, без чешуи, хвостовая часть сильно сжата с боков. Голова большая и широкая. Глаза расположены на верху головы. На крышечной кости имеется твёрдый шип. На подкрышечной кости нет шипов. В первом спинном плавнике 2 твёрдые колючки. Во втором длинном спинном плавнике 33—37 мягких лучей. В длинном анальном плавнике 30—35 мягких лучей. Грудные плавники широкие, веерообразные. Брюшные плавники расположены на горле впереди грудных плавников. У основания брюшного плавника аксиллярная железа отсутствует. Хвостовой плавник маленький с закруглённым краем. Спинной и анальный плавники не сливаются с хвостовым. Фотофоры расположены снизу головы в форме буквы U. На боках тела имеется четыре боковые линии. Плавательный пузырь имеется. Пилорические придатки отсутствуют. Позвонков 42—46. В жаберной перепонке 6 лучей.
Спина от оливково-коричневого до бронзового цвета, иногда с переливающимся тёмно-пурпурным оттенком. Бока светлее, а брюхо золотисто-жёлтое. Под глазами белая область с серповидным чёрным участком. Задний край верхней челюсти белый. У молоди на спине имеется размытое тёмное седлообразное пятно.
Максимальная длина тела 38 см. У северных рыб-мичманов отмечено наличие у самцов двух морф. Самцы первого типа (самцы I) по сравнению с самцами второго типа (самцы II): в 8 раз тяжелее; относительная масса мышц, участвующих в вокализации, в 6 раз больше; но относительная масса гонад в 7 раз меньше. Самки несколько крупнее самцов II.

## Биология
Северные рыбы-мичманы — морские придонные рыбы. Встречаются на глубине до 366 м, но обычно на мелководье в приливной зоне на глубине 1—20 м. Вне сезона размножения ведут ночной образ жизни, в дневные часы закапываются в песок, оставляя снаружи только голову. Способны издавать звуки с помощью плавательного пузыря.

### Размножение
У самцов разных типов существенно различается репродуктивное поведение. Самцы I выбирают место для «гнезда», которое обычно располагается под камнями в приливной зоне, и привлекают самок, издавая различные звуки. Самка после вымета икринок покидает место кладки и не участвует в заботе о потомстве. Одна самка может отложить до 400 икринок. Самец I может привлекать несколько самок, поэтому в одном гнезде может быть до 1000 икринок. Икра прикрепляется к внутренней поверхности с помощью клейкого диска на вегетативном полюсе икринки. Отмечены случаи, когда в одной икринке развивались одновременно 2 эмбриона. После оплодотворения икры самцы I защищают кладку и ухаживают за икрой, вентилируя и очищая её, а при осушении кладки во время отлива увлажняют икру. Самцы II не участвуют в выборе места для гнезда, не привлекают самок и не ухаживают за потомством; они участвуют только в оплодотворении икры. После вылупления личинки остаются прикреплёнными к субстрату с помощью крупного органа из остатков яйцевой оболочки на конце крупного желточного мешка. Прикреплённое положение сохраняется до полного рассасывания желточного мешка, и только затем полностью развитая молодь покидает гнездо. Всё это время самец I продолжает защищать потомство в течение 45 дней.

### Вокализация
Самки и самцы обоих типов северных рыб-мичманов способны издавать звуки с помощью мышц модифицированного плавательного пузыря. Самки и самцы II могут издавать только кратковременные звуки, похожие на ворчание, бормотание или хрюканье. Такие же сигналы, только более продолжительные, характерны и для самцов I вне сезона размножения для внутривидовой коммуникации и отпугивания. В нерестовый сезон диапазон вокализации у самцов I значительно расширяется. Они издают непрерывное жужжание с частотой до 100 Гц, продолжающееся до 1 часа. Сигналы, издаваемые самцом I, привлекают созревших самок.

### Биолюминесценция
Северная рыба-мичман хорошо известна благодаря своей способности к биолюминесценции. Это один из немногих видов рыб, обитающих на небольшой глубине, у которых есть фотофоры. На голове и теле северной рыбы-мичмана расположено более 700 кожных фотофоров. Ультраструктура фотофоров не различается у рыб северной и южной популяции. Однако у особей северной популяции биолюминесценция не наблюдается. Это обусловлено отсутствием люциферина в фотофорах. В экспериментальных условиях показана возможность индукции биолюминесценции у особей северной популяции за счёт кормления Vargula hilgendorfii.

## Ареал
Северные рыбы-мичманы распространены в восточной части Тихого океана от острова Баранова (Аляска) до Южной Нижней Калифорнии. Выделяют две обособленные популяции: от Орегона на север и южнее Сан-Франциско.